# Анисимов, Олег Владимирович
Олег Владимирович Анисимов (род. 24 ноября 1942 года, Новый посёлок, Ярославская область, РСФСР) — российский военачальник, командующий 14-й и 11-й армиями ПВО, Заслуженный военный лётчик СССР, генерал-лейтенант.

## Биография
Анисимов Олег Владимирович родился 24 ноября 1942 года в деревне Новый поселок Ярославской области. С 1958 года летал в аэроклубе ДОСААФ. С 1960 года в Советской армии. В 1964 году окончил Армавирское высшее военное авиационное Краснознамённое училище лётчиков. Далее проходил службу в истребительных частях ПВО страны, пройдя должности от лётчика до заместителя командира полка по политической подготовке 786-го истребительного полка. С 1975 года майор Анисимов был назначен командиром 445-го авиационного полка, базировавшегося на аэродроме Савватия в городе Котлас Архангельской области. С 1979 года по 1983 год — начальник авиации армии, заместитель командующего 4-й отдельной армией ПВО по авиации. С 1983 по 1987 годы — начальник 148-го Центра боевого применения, переучивания и подготовки летного состава ПВО СССР.
С 1987 по 1991 годы — начальник авиации Московского округа ПВО, в 1990—1991 годах — начальник авиации ПВО.
Окончил Военную академию Генерального штаба Вооружённых Сил Российской Федерации в 1993 г. После окончания академии назаначен командующим 14-й отдельной армией ПВО, затем 11-й отдельной армией ПВО. С 1995 года — заместитель Главнокомандующего войсками ПВО по воспитательной работе.
За годы службы в истребительной авиации ПВО освоил 15 типов самолётов: Як-18, МиГ-15, Су-9, Су-11, Су-15, Су-15ТМ, МиГ-23, МиГ-23МЛД, МиГ-25П, МиГ-27, МиГ-29, МиГ-31, Ту-128, Ту-124, Ту-134, Су-27 (этот самолёт он освоил первым в ПВО). Его общий налет — 6500 часов. Заслуженный военный летчик СССР (Указ Президиума Верховного Совета СССР от 16.08.1985 г.).
С марта 1997 года — в запасе.
Член Московского клуба заслуженных военных летчиков, советник Авиационно-учебного центра Sky Vision, радиолюбитель-коротковолновик (RU3AS), генеральный директор ООО «Компания ВЭР», член Русского океанского парусного клуба, член Сейшельского яхтенного клуба. Автор и владелец полутора десятков патентов РФ по металлургии. В 2003—2004 годах в одиночном плавании без заходов в порты прошел по морям и океанам 14,5 тыс. миль за 9 месяцев.

## Награды
Награждён орденами «За службу Родине в ВС СССР» III степени, Красной Звезды, медалями.